# Xã Mansfield, Quận Richland, Ohio
Xã Mansfield (tiếng Anh: Mansfield Township) là một xã thuộc quận Richland, tiểu bang Ohio, Hoa Kỳ. Năm 2010, dân số của xã này là 47.767 người.